# Agripaume
Espèce
Classification phylogénétique
L'agripaume ou agripaume cardiaque (Leonurus cardiaca) est une espèce de plantes à fleurs de la famille des Lamiaceae. C'est une plante vivace présente dans toute l'Europe, sauf en Méditerranée, de 0,50 à 1,20 m, dont on utilise les feuilles et les fleurs. 

## Étymologie
Agripaume vient du latin "acer, acris", qui signifie "pointu" et "palma", désignant la paume de la main. Ceci fait référence à la forme des feuilles aux lobes aigus.

## Description
La tige est raide, à section carrée, très ramifiée et feuillée. Les feuilles sont vert foncé dessus et cendré dessous. Les fleurs sont rose pourpré, serrées sur toute la longueur de la tige (fleurs sessiles).

## Usage médicinal
L'agripaume est utilisée comme antispasmodique dans les troubles nerveux et les palpitations, ainsi que dans le traitement des diarrhées, bronchites et ballonnements. Il semble qu'on ait cru longtemps qu'elle pouvait calmer les douleurs de l'accouchement. Selon ses origines, elle était cultivée comme plante médicinale pour guérir la rage[réf. nécessaire].